# شهرستان کراسنوگواردیسکی، استان اورنبورگ
شهرستان کراسنوگواردیسکی (به لاتین: Krasnogvardeysky District) یک شهرستان در روسیه است که در استان اورنبورگ واقع شده‌است.